# Róža Domašcyna

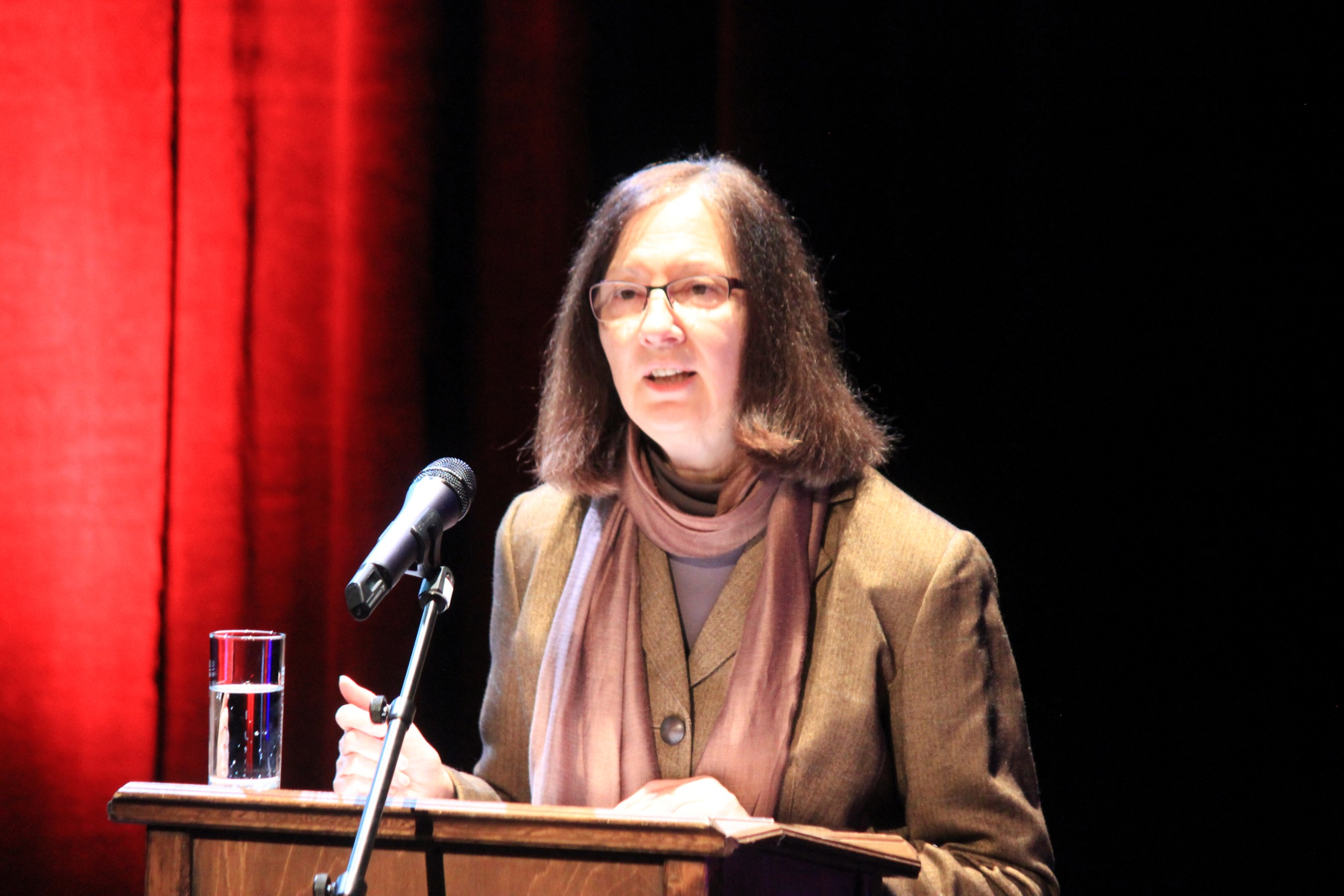
Róža Domašcyna im März 2018

Róža Domašcyna (* 11. August 1951 in Zerna, Landkreis Kamenz) ist eine Lyrikerin, Essayistin, Dramatikerin, Herausgeberin und Übersetzerin, die in obersorbischer und deutscher Sprache schreibt. Sie ist Mitglied des PEN-Zentrums Deutschland und der Sächsischen Akademie der Künste.

## Leben
Róža Domašcyna (deutscher Name Rosa Maria Domaschke, geborene Keschka) wurde in eine Schriftstellerfamilie hineingeboren. Ihr Großonkel Jurij Delenk (dt. Georg Delenk, 1882–1918) studierte in Prag Theologie, war Übersetzer und Begründer der ersten Taschenbuchreihe in sorbischer Sprache. Ihre Großmutter Hana Chěžcyna, geborene Delenkec (Anna Keschka, geborene Delenk, 1887–1984), war Märchenerzählerin und hat neun Kinder aufgezogen. Ihr Onkel Jurij Chěžka (Khěžka 1917–1944) war Dichter und übersetzte Lyrik aus dem Tschechischen.
Sie arbeitete von 1968 bis 1972 in der Redaktion der sorbischen Kinder- und Jugendzeitschrift Płomjo und der Tageszeitung Nowa doba. Seit 1970 veröffentlichte sie Gedichte in der sorbischen Presse. Ab 1979 studierte sie Ingenieurökonomie des Bergbaus und war bis 1984 als Schreibkraft und Materialwirtschaftlerin in Knappenrode tätig. Mit interlinearen Übersetzungen ihrer sorbischsprachigen Gedichte bewarb sie sich am Leipziger Literaturinstitut „Johannes R. Becher“ und wurde angenommen. Von 1985 bis 1989 studierte dort und ist seit 1990 freie Schriftstellerin.
Róža Domašcyna publizierte 1990 im Domowina-Verlag ihren ersten Lyrikband unter ihrem sorbischen Namen. 1991 sollte ihr erstes Buch in deutscher Sprache bei Gerhard Wolfs Janus-Press unter Rosa Domaschke erscheinen. „Wie heißen Sie“, fragte Gerhard Wolf. „Tomatschke? Das geht nicht! – Und das hier?“ – er zeigte auf die sorbische Ausgabe. „Domašcyna“, antwortete seine Debütantin. „Klingt doch gut, das nehmen wir!“, so Wolf.
Die politische und gesellschaftliche Wende der DDR brachte für Róža Domašcyna den literarischen Durchbruch. Sie tritt als Nachdichterin überwiegend aus slawischen Sprachen auf; ihre Gedichte sind in zahlreiche slawische und westeuropäische Sprachen übersetzt worden, darunter Buchausgaben mit einer Auswahl ihrer Gedichte ins Serbische (2009), Tschechische (2015) und Polnische (2021).
In ihren Texten nutzt sie poetische Interferenzen zwischen dem Obersorbischen und dem Deutschen; beide Sprachen gehen so eine Verbindung ein, die den von Kito Lorenc vorgeschlagenen Weg der Weiterentwicklung sorbischer Lyrik konsequent beschreitet. „Die Motive der Vertreibung reichen vom versagten Paradies der Liebe bis zur Verdrängung aus alter Kulturlandschaft durch industrielle Verwüstung... Das ist keine Minderheitenliteratur, sondern Teil eines kulturellen Reichtums, den wir nach der Vereinigung erst entdecken müssen.“ Aber „Róža Domašcyna wird nicht den sorbischen Clown im mitteleuropäischen Käfig spielen, wir werden sie nicht auf der sorbischen Bekenntnisbühne finden, sie wird nicht die Tracht anlegen, damit die Kameras surren.“ In ihren Gedichten lassen sich „die seelischen/innerlichen Landschaften schwer von den äußeren Erscheinungen und Ereignissen trennen – zumindest nicht entlang einer glasklaren Linie, zu verschränkt sind die Texte. Das ist das Verdienst eben jener Imaginationskraft, die viele Bilder und Szenarien und sprachliche Prozesse verwendet.“
Dabei verleugnet sie die sorbischen Traditionen nicht, sondern übersetzt, ganz im Sinne ihrer Märchenerzähler-Großmutter, Märchen aus dem Obersorbischen ins Deutsche, ebenso die Lyrik ihres Onkels Jurij Chěžka aus dem Obersorbischen. Sie nutzt den ihr offenen Sprachraum – neben dem Deutschen das Sorbische, Polnische, Slowakische und Tschechische.
In der musikalisch-phonetischen Komposition „parkfiguren. Lyrisches Moment mit einem deutsch-sorbischen Text von Róža Domašcyna“ setzt der Komponist Harald Muenz die Zweisprachigkeit von Domašcynas Text gezielt als klangliches Vexierspiel für eine Sprech- und eine Singstimme um.

## Preise
- Förderpreis zum Mörike-Preis der Stadt Fellbach (1994)
- Förderpreis zum Ćišinski-Preis (1995)
- Anna-Seghers-Preis, gemeinsam mit David Mitrani, Kuba (1998)
- Calwer Hermann-Hesse-Stipendium (2002)
- Stipendium Künstlerhaus Edenkoben (1997/2002)
- Prix Evelyne Encelot, gemeinsam mit Ana Hatherly, Portugal, Autun, Burgund (2003)
- Gedenkmedaille Karel Hynek Mácha, Tschechien (2010)
- Stipendium Villa Decius, Krakau (2015)
- Stipendium Künstlerhaus Schreyahn (2016)
- Sächsischer Literaturpreis (2018)
- 1. Meissner Literaturpreis, gemeinsam mit Lisa Kränzler, (2019)
- Barbara Jurkowska-Gedenkmedaille, Lwówek Śląski (2024)[13]

## Werke
- Wróćo ja doprědka du. (etwa: Nach vorn geh ich zurück.) Domowina-Verlag, Bautzen 1990, ISBN 3-7420-0504-9 (Fotografiken Jürgen Matschie).
- Zaungucker. Gerhard Wolf Janus-press, Berlin 1991, ISBN 3-86163-021-4 (Illustration Karla Woisnitza).
- Pře wšě płoty. (Über alle Zäune.) Domowina-Verlag, Bautzen 1994, ISBN 3-7420-1568-0 (Fotografiken Kerstin Młynkec).
- Zwischen gangbein und springbein. Gerhard Wolf Janus-press, Berlin 1995, ISBN 3-928942-22-0 (Illustrationen Maja Nagel).
- Der Hase im Ärmel. Märchen aus Spreewald und Lausitz. Gerhard Wolf Janus-press, Berlin 1997, ISBN 3-928942-45-X (Illustrationen Angela Hampel).
- Selbstredend selbzweit selbdritt. Gerhard Wolf Janus-press, Berlin, Illustrationen Birgit Schöne, 1998 ISBN 3-928942-55-7.
- Kunstgriff am netzwerg. Edition Thanhäuser, Ottensheim an der Donau 1999, ISBN 3-900986-36-3 (Holzschnitte Christian Thanhäuser).
- Pobate bobate. Domowina-Verlag, Bautzen 1999, ISBN 3-7420-1789-6 (Illustrationen Angela Hampel).
- „sp“. Domowina-Verlag, Bautzen 2001, ISBN 3-7420-1869-8 (Fotografik Michael Vogler).
- MY NA AGRA. Domowina-Verlag, Bautzen 2004, ISBN 3-7420-1969-4 (Illustrationen Dieter Zimmermann).
- stimmfaden. Verlag Das Wunderhorn, Heidelberg 2006, ISBN 3-88423-266-5.
- Balonraketa (zwei Texte für das Theater), Domowina-Verlag, Bautzen 2008, ISBN 978-3-7420-2100-7.
- ort der erdung. Gedichte & Miniaturen. Edition Cornelius, Halle 2011, ISBN 978-3-86237-245-4.
- Štož ći wětřik z ruki wěje. Domowina-Verlag, Bautzen, 2012, ISBN 978-3-7420-2220-2 (Illustrationen Iris Brankatschk).
- Feldlinien. Edition Ornament, Jena 2014, ISBN 978-3-943768-23-7 (Holzschnitte Karl-Georg Hirsch).
- Die dörfer unter wasser sind in deinem kopf beredt. Poetenladen-Verlag, Leipzig 2016, ISBN 978-3-940691-82-8.
- znaki pominaki kopolaki. (gemeinsam mit Měrana Cušcyna und Měrka Mětowa), Domowina-Verlag, Bautzen 2019, ISBN 978-3-7420-2567-8 (Fotografiken Jürgen Matschie).
- W času zeza časa, Domowina-Verlag, Bautzen 2019, ISBN 978-3-7420-2573-9 (Illustrationen Karl-Georg Hirsch).
- stimmen aus der unterbühne. Poetenladen-Verlag, Leipzig 2020, ISBN 978-3-948305-05-5.
- Poesiealbum 354, Märkischer Verlag, Wilhelmshorst, 2020 ISSN 1865-5874

### Tonträger
- Ich streute mit brot aufs salz, einmaleingedicht, CD, München 2006[14]
- Rabenverse und Wi(e)derlieder, Poe & Sie, Beteiligung, CD, Hörbuch, 2005
- Orpheus versammelt die Geister, edition errata, Beteiligung, CD, Leipzig
- Berührungslos verlosch im Baum der Schnee, Beteiligung, CD, Hörbuch, Hrsg. Kulturstiftung Sachsen, Norbert Weiß, 2008
- Dichtung des 20. Jahrhunderts, meine 24 sächsischen Dichter, CD, Beteiligung, ISBN 978-3-86189-935-8
- Mlokawka, CD, Beteiligung, Walburga Walde, 2019

### Dramatik (Auswahl)
- Balonraketa / Die Ballonrakete, Ökomärchen, Uraufführung am Deutsch-sorbischen Theater Bautzen 1994/95
- Memento, Uraufführung am Deutsch-sorbischen Theater Bautzen 1999
- W paradizu wšyknych swětow, Uraufführung am Deutsch-sorbischen Theater Bautzen, 2004

### Künstlerbücher (Auswahl)
- Abgesang, Lyrik und Fotos, Sommer 1990, mit Fotos von Jürgen Matschie, 2. Auflage, Bautzen 2020
- Zwischen gangbein und springbein, mit Arbeiten von Angela Hampel und Gudrun Trendafilov, Grafikwerkstatt Dresden 1993
- Pelzlos, mit Arbeiten von Angela Hampel, Eigenverlag, Dresden 1995
- Die Henne im Gras, Privatdruck Peter Ludewig, Kirchseeon 2000
- Abwarten was geschieht, mit einer Arbeit von Dieter Zurnieden, edition bergelmühle, Edenkoben 2004
- Rindfleisch mit Meerrettich. mit Arbeiten von Maja Nagel, Savod Progress 14, bei Jörg Lehmann, Berlin 2004, DNB 972143718.
- Rollenspiele, Handsatzarbeit, Workshop unter Renate Reitz-Schiwek, Hochschule für Graphik und Buchkunst, Leipzig 2009
- Prjedy hač woteńdźeš / Bevor du gehst. Essay, mit Fotos von Maćij Bulank und Musik von Měrćin Weclich, Domowina-Verlag, Bautzen 2011, ISBN 978-3-7420-2188-5.
- Blablabla, Lyrik und Prosa, Holzschnitt Karl-Georg Hirsch, Radierung Solomon Wija, Edition Solomon-Press, Leipzig 2011, DNB 1050861027.
- Bibliophile Drucke IV. zu Arbeiten von Angela Hampel, Galerie Offizin S. Meran, Italien 2015
- So sachen getan, mit Arbeiten von Angela Hampel, Eigenverlag, Dresden 2015
- Dreizehn Gedichte, Lyrikheft Nr. 18, Sonnenberg-Presse, Chemnitz 2016
- AUS DEM WORT, mit Arbeiten von Gerda Lepke, Privatedition 2017
- Njeprašej so / Sprich: wörtliches, Verlag Peter Ludewig, Kirchseeon 2019
- Die Frau im Mittag, mit Gedichten von Manfred Jendryschik und Holzschnitten von Karl-Georg Hirsch, Edition Maul & Haferkorn, Leipzig 2019
- Noch nicht genug, Verlag Peter Ludewig, Wilhelmshaven 2021
- Wurzelwesen, mit Arbeiten von Angela Hampel, Eigenverlag, Dresden 2024

### Nachdichtungen/Übersetzungen (Auswahl)
- Jurij Chěžka: Zelene zet – Das grüne Gej (= RanitzDruck. Nr. 6). Lyrik, ins Deutsche aus dem Obersorbischen, Edition Thanhäuser, Ottensheim an der Donau 1998, ISBN 3-900986-29-0 (Holzschnitte von Christian Thanhäuser).
- Das goldene Gut. (aus dem Sorbischen) Übersetzung von Märchen, Domowina-Verlag, Bautzen 2017, ISBN 978-3-7420-2438-1 (Illustrationen Jutta Mirtschin).
- Ján Zambor: Zeleny večer / Grüner Abend. Lyrik, (aus dem Slowakischen), Verlag im Wald, Rimbach 2012, ISBN 978-3-941042-35-3.
- Milan Hrabal: Eine schimmernde Wabe Glimmer. Lyrik, (aus dem Tschechischen), Leipziger Literaturverlag, Leipzig 2016, ISBN 978-3-86660-211-3.
- Mai, (aus dem Tschechischen ins Obersorbische), Karel Hynek Mácha, Lyrik. Domowina-Verlag, Bautzen / Obec spisowatelu Česka republika, Praha, Illustrationen Isa Brützke 2010, ISBN 978-3-7420-2186-1.

### Herausgebertätigkeit
- Wuhladko, Literaturalmanach (2000–2004) mit Nachdichtungen / Übersetzungen vor allem zeitgenössischer Literatur ins Wendische / Sorbische, Domowina-Verlag, Bautzen, ISBN 3-7420-1828-0, 3-7420-1681-2, 3-7420-1890-6, 3-7420-1950-3, 3-7420-1970-8
- santera pantera. Lyrik, Edition Thanhäuser, Ottensheim an der Donau 2003, ISBN 3-900986-53-3.
- (zusammen mit Axel Helbig als Hrsg.): Weltbetrachter. Lyrik, Poetenladen Verlag, Leipzig 2020, ISBN 978-3-948305-07-9.
- Milan Hrabal (= Poesiealbum. Ausg. 371). Märkischer Verlag, Wilhelmshorst 2022, ISSN 1865-5874.